# Jablanica
Jablanica település Szerbiában, a Raskai körzet Novi Pazar-i községében.

## Népességváltozás
- 1948-ban 141 lakosa volt.
- 1953-ban 148 lakosa volt.
- 1961-ben 135 lakosa volt.
- 1971-ben 115 lakosa volt.
- 1981-ben 78 lakosa volt.
- 1991-ben 41 lakosa volt.
- 2002-ben 27 lakosa volt, akik mindannyian szerbek.